# Sayakhat
Sayakhat Airlines (del ruso: Aвиационная Компания «Саяхат») fue una aerolínea con base en Almaty, Kazajistán. Opera vuelos chárter de carga y pasajeros. Su base de operaciones principal es el Aeropuerto Internacional de Almaty (ALA).

## Historia
La aerolínea fue fundada en 1989 y comenzó a operar en 1991. Fue fundada por Vladimir Kouropatenko y fue por aquel entonces la primera compañía aérea privada en Kazajistán.
En junio de 2007, la aerolínea comenzó a operar desde Almaty al Aeropuerto Internacional Ben Gurion en Tel Aviv.
En marzo-octubre de 2008, la aerolínea efectuó vuelos desde Almaty al Aeropuerto Internacional Heydar Aliyev Bakú (un vuelo semanal).

## Flota
La flota de Sayakhat Airlines incluye las siguientes aeronaves (a 9 de marzo de 2009):
- 4 Ilyushin Il-76TD
- 3 Tupolev Tu-154M